# Partito della Coalizione Nazionale della Patria
Il Partito della Coalizione Nazionale della Patria (in estone: Rahvuslik Koonderakond Isamaa - RKEI) fu un partito politico estone di orientamento conservatore e cristiano-democratico operativo dal 1992 al 1995.

## Storia
Precursore del partito fu l'alleanza elettorale «Patria» (Isamaa), presentatasi alle elezioni parlamentari del 1992 aggregando cinque distinti soggetti politici:
- il Partito Cristiano-Democratico Estone (Eesti Kristlik-Demokraatlik Erakond - EKDE);
- l'Unione Cristiano-Democratica Estone (Kristlik-Demokraatlik Liit - EKDL);
- il Partito Liberaldemocratico Estone (Eesti Liberaaldemokraatlik Partei - ELDP);
- il Partito Popolare Conservatore Estone (Eesti Konservatiivne Rahvaerakond - EKRE);
- il Partito della Coalizione Repubblicana (Vabariiklaste Koonderakond - VKE).

La lista ottenne il 22,0% dei voti e 29 seggi, riuscendo a esprimere Mart Laar alla carica di Primo ministro.
Il nuovo soggetto politico si costituì ufficialmente il 21 novembre 1992 attraverso la fusione delle varie forze che avevano dato vita all'alleanza, con l'eccezione dell'ELDP che, nel 1994, sarebbe confluito nel Partito Riformatore Estone.
Nel 1994, inoltre, diversi esponenti del partito, provenienti soprattutto da EKRE e VKE, lanciarono un'altra formazione politica, il Partito Popolare dei Repubblicani e dei Conservatori (poi fusosi col Partito dei Contadini Estoni nel Partito Popolare, a sua volta confluito nel Partito Socialdemocratico).
Il 2 dicembre 1995 il Partito della Coalizione Nazionale della Patria si unì al Partito dell'Indipendenza Nazionale Estone: nacque così l'Unione della Patria, fusasi nel 2006 con Res Publica per formare l'Unione Patria e Res Publica (nel 2018 ridenominata semplicemente Patria).